# Theriodictis
Theriodictis — вимерлий рід хижих ссавців з родини псових. Це був невеликий гіперм'ясоїдний звірок ендемічний для Південної Америки в плейстоцені, він жив від 1,2 млн років до 500 000 років тому.
Викопні залишки знайдені у формації Таріха в Болівії, формації Чуй у південній Бразилії та формації Юпоі на півночі Аргентини.